# Erast Parmasto
Erast Parmasto (ur. 28 października 1928 w Nõmme, zm. 24 kwietnia 2012) – estoński mykolog.
Erast Parmasto urodził się w Nõmme (obecnie dzielnica Tallina) w Estonii, która po II wojnie światowej została włączona do Związku Radzieckiego, jako jedna z jego republik. Jego ojciec był cieślą. Erast z bardzo dobrymi wynikami w 1947 r. ukończył gimnazjum, a w 1952 Uniwersytet w Tartu. Znany radziecki mykolog A.S. Bondartsev dał mu możliwość pracy na tym uniwersytecie. Parmasto w swojej karierze zawodowej uzyskał kilka stopni naukowych odpowiadających współczesnemu doktorowi habilitowanemu. Wziął udział w 63 terenowych wyprawach za grzybami po rozległym terytorium Związku Radzieckiego aż po Kamczatkę i Sachalin.
Związany był z Instytutem Zoologii i Botaniki Estońskiej Akademii (instytut ten kilkakrotnie zmieniał nazwę). W ciągu swojej kariery naukowej Erast awansował od ogrodnika przez asystenta naukowego po dyrektora tego Instytutu. Pracował jako profesor botaniki i ekologii na uniwersytecie w Tartu, był także sekretarzem w Katedrze Nauk Chemicznych, Geologicznych i Biologicznych Estońskiej Akademii Nauk. W latach 1973–1976 pełnił funkcję prezesa Estońskiego Towarzystwa Przyrodniczego.
Był patriotą. Posługiwał się płynnie językiem angielskim, ale artykuły naukowe pisał w języku estońskim, zadbał także, by artykuły naukowe były tłumaczone na ten język.

## Osiągnięcia naukowe i gratyfikacje
Erast Parmasto w swoich badaniach naukowych zajmował się głównie grzybami. Pełna bibliografia jego prac naukowych została opublikowana w Folia Cryptogamica Estonica 49: 1–18. Erast Parmasto opracował szczegółowo parametry klasyfikacji gatunków Hymenomycetes na podstawie budowy ich zarodników. Wśród licznych jego prac naukowych są m.in.: monografia Lachnocladiaceae obszarów Rosji, grzyby Hymenomycetes Ameryki Północnej, lista grzybów Estonii, monografia grzybów Stereaceae. Ma spory wkład w nowoczesną taksonomię grzybów w oparciu o ich filogenetyczne pochodzenie.
W 1976 r. otrzymał medal Karla Ernsta von Baeri, w 1994 r. Krajową Nagrodę Naukową, a w 2002 r. ponownie honorową nagrodę za całokształt twórczości w dziedzinie nauk biologicznych i środowiska. W 2008 roku otrzymał nagrodę Eerika Kumari Awarda za wkład w rozwój nauki. W 1993 r. został mianowany członkiem honorowym American Society of Mycology. Doceniono go także w kraju; został mianowany honorowym obywatelem Tartu i uznany za jedną ze 100 najwybitniejszych osobistości w Estonii.
Opisał wiele nowych gatunków grzybów. W nazwach naukowych utworzonych przez niego taksonów dodawany jest cytat Parmasto. Na jego cześć nadano nazwy rodzajom grzybów Erastia i Parmastomyces.